# Worondi Rivulet
Worondi Rivulet är ett vattendrag i Australien. Det ligger i delstaten New South Wales, i den sydöstra delen av landet, omkring 180 kilometer norr om delstatshuvudstaden Sydney.
I omgivningarna runt Worondi Rivulet växer huvudsakligen savannskog. Runt Worondi Rivulet är det mycket glesbefolkat, med 5 invånare per kvadratkilometer. Genomsnittlig årsnederbörd är 939 millimeter. Den regnigaste månaden är februari, med i genomsnitt 184 mm nederbörd, och den torraste är oktober, med 22 mm nederbörd.